# Ernst Ising
Ernst Ising 10. maj 1900, Köln, Rhinprovinsen, Tyske Kejserrige - 11. maj 1998 i Peoria, Illinois, USA) var en tysk fysiker, der er bedst kendt for udviklingen af isingmodellen. Han var professor i fysik på Bradley University i USA indtil han blev pensioneret i 1976.